# Керемидчиев, Иван
Иван Керемидчиев — болгарский самбист и дзюдоист, бронзовый призёр чемпионата Болгарии по дзюдо, серебряный призёр чемпионатов Европы 1989, 1990 и 1991 годов, бронзовый призёр чемпионата мира 1990 года. Выступал в первой полусредней весовой категории (до 68 кг). Проживает в городе Севлиево. Активно участвует в соревнованиях по самбо среди ветеранов. Тренер по самбо и дзюдо в спортклубе «Раковски Севлиево».